# Республиканский институт профессионального образования
Республиканский институт профессионального образования (бел. Рэспубліканскі інстытут прафесійнай адукацыі) — научно-методическое учреждение образования в городе Минске, Белоруссия.

## Общие сведения
Институт представляет собой образовательное учреждение интегрированного типа с функциями научного, методического и кадрового обеспечения системы профессионального образования Белоруссии.
Институт имеет пять филиалов — колледжей, где обучаются учащиеся на основе общего базового и общего среднего образования, и Ресурсный центр "ЭкоТехноПарк — «Волма». Обучение в Колледже современных технологий в машиностроении и автосервисе ведётся по восьми специальностям. В филиале «Индустриально-педагогический колледж» обучение ведётся по девяти специальностям и обеспечивает получение среднего специального образования. Филиал «Минский государственный автомеханический колледж имени академика М. С. Высоцкого» организует обучение по семи специальностям. Есть филиал в г. Гомеле — Гомельский государственный дорожно-строительный колледж имени Ленинского комсомола Белоруссии и в г. Молодечно — Молодечненский государственный политехнический колледж.
Переподготовка на Факультете повышения квалификации и переподготовки РИПО для педагогических кадров системы профессионального образования ведётся по 10 специальностям, также факультет предоставляет возможности для повышения квалификации на бюджетной и коммерческой основе.

## Спорт
Одним из направлений деятельности института является развитие спорта среди студентов. Находившаяся на балансе РИПО футбольная команда «Трудовые Резервы-РИПО» в 2002 году была слита с профессиональной футбольной командой МТЗ «Трактор» под новым названием МТЗ-РИПО. В сезоне 2005 года команда заняла 3-е место в чемпионате Белоруссии и впервые приняла участие в Кубке УЕФА.